# Contra-apologética
Dentro da crítica da religião, contra-apologética 'é um campo de pensamento que critica a apologética religiosa. Todo apologista religioso critica a defesa de outras religiões, embora o termo contra-apologética seja freqüentemente aplicado à crítica da religião em geral por livres pensadores e ateus. Luke Muehlhauser, ex-diretor executivo do Machine Intelligence Research Institute, define contra-apologética como "uma resposta à apologética cristã, examinando as alegações e táticas dos apologistas cristãos e depois equipando 'um pensador' com respostas céticas a elas."
Apologista cristão e blogueiro J.W. Wartick escreveu "contra a contra-apologética" em resposta à enciclopédia de contra-apologética de Matt Dillahunty.
Em seu blog, como parte de sua série "por que eles não acreditam" ("por que rejeitam o cristianismo e/ou o teísmo"), o apologista e teólogo cristão Randal Rauser convidou um blogueiro anônimo que se auto afirmava Contra Apologista para explicar sua contra-apologética, e Rauser forneceu seus próprios contra-argumentos.
O Novo Testamento é bem entendido como contendo apologética, mas a contra-apologética também aparece na teologia cristã. O teólogo John Milbank escreveu em uma obra de 2012 que o cristianismo "abre espaço para" contra-apologética por não ser um sistema de pensamento gnóstico, e nota a "autêntica fusão cristã de apologético e contra-apologético", em oposição ao niilismo anti-materialista do Caliban de Browning. Da mesma forma, o estudioso da Bíblia e teólogo Loveday Alexander escreveu que a análise dos livros da Bíblia Lucas e Atos por dois outros autores mostra que eles contêm características contra-apologéticas, talvez para transmitir uma perspectiva pró-romana ao leitor.